# ウガリ
ウガリ（スワヒリ語: Ugali）は、穀物の粉を湯で練り上げたアフリカ伝統の食品である。ケニアなどアフリカ東部や南部で主食として広く食されている。キビ粉やコーンミールなどの粉や、キャッサバ粉と混ぜて作られることもあり、沸騰した水または牛乳で、固い生地のような状態になるまで調理する。

## 概要
ウガリは、コーンミールやキャッサバの粉を湯で練って作る。水分を含ませる度合いによって団子状から粥状のものまでさまざまなバリエーションがある。ザンビアやマラウイではンシマ (nshima)、ウガンダではポショ (posho) など、地域によって硬さや弾力、名称が異なる。アフリカ東部で主食とされるウガリは、地域ごとに食べ方の違いがある。一般的には小さくボール状にまとめて肉や野菜のスープにつけて食べたり、硬く作ったウガリにスープをかけてスプーンやナイフとフォークで食べることもある。また、ウガリをスプーン状にまとめ、おかずをすくって食べる例もある。
アルジェリアではタアム（アラビア語: طعام ṭaʕām、「食べ物」の意）、と呼ばれるほど常食されている。アルジェリアを含む北アフリカ諸国では、クスクスとウガリは厳密に区別されず、同じようなものとして扱われている。
ウガリの原料となる「穀粉」は暑い気候でも比較的、日持ちがする。さらに、中南米からトウモロコシが渡来して以降は、主な材料として調理されている。サハラ以南のアフリカの多くの国と地域で、ウガリは人々の主食としての地位にある。

## 名前

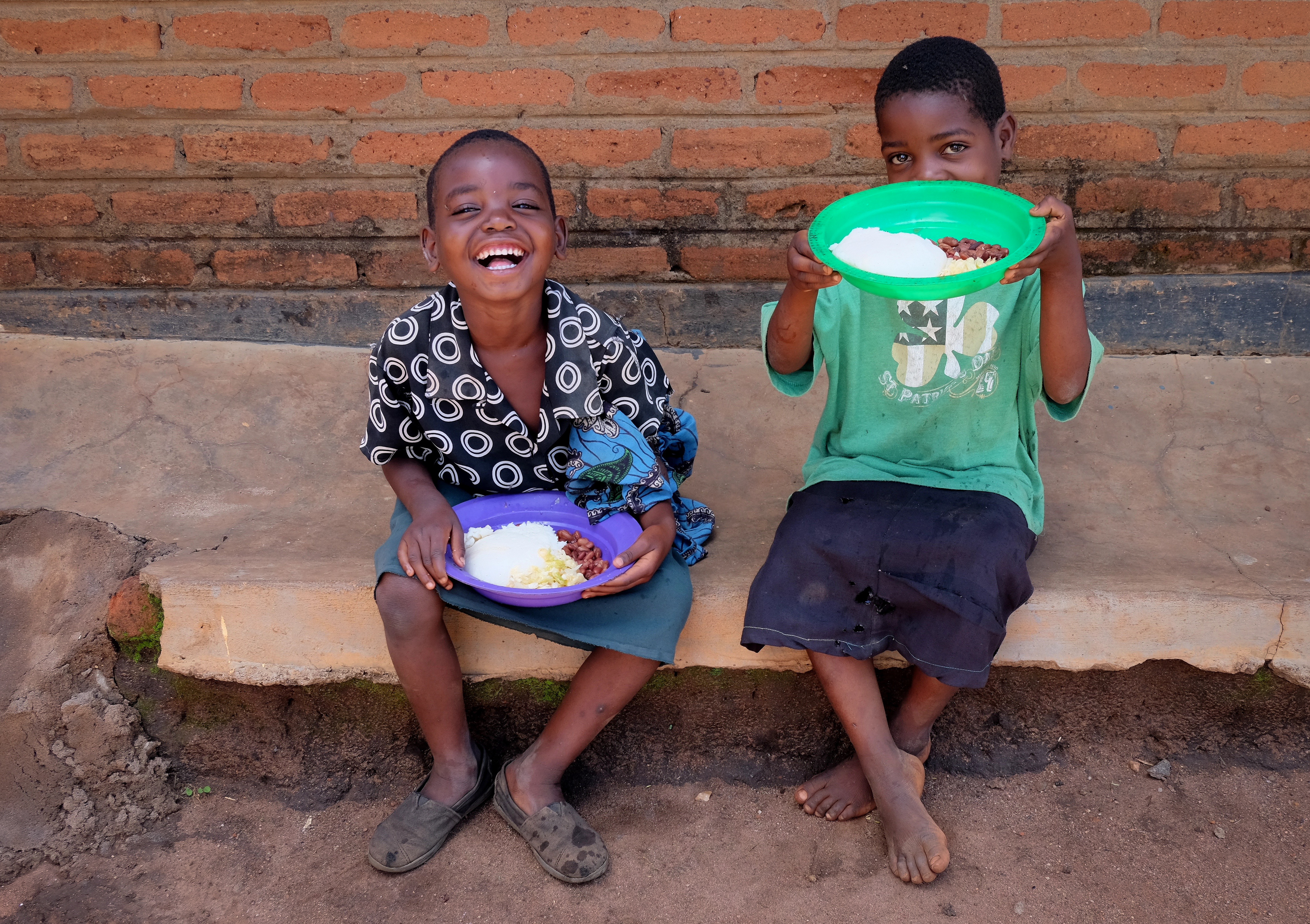
マラウイのチコンディでウガリを食べる子供達

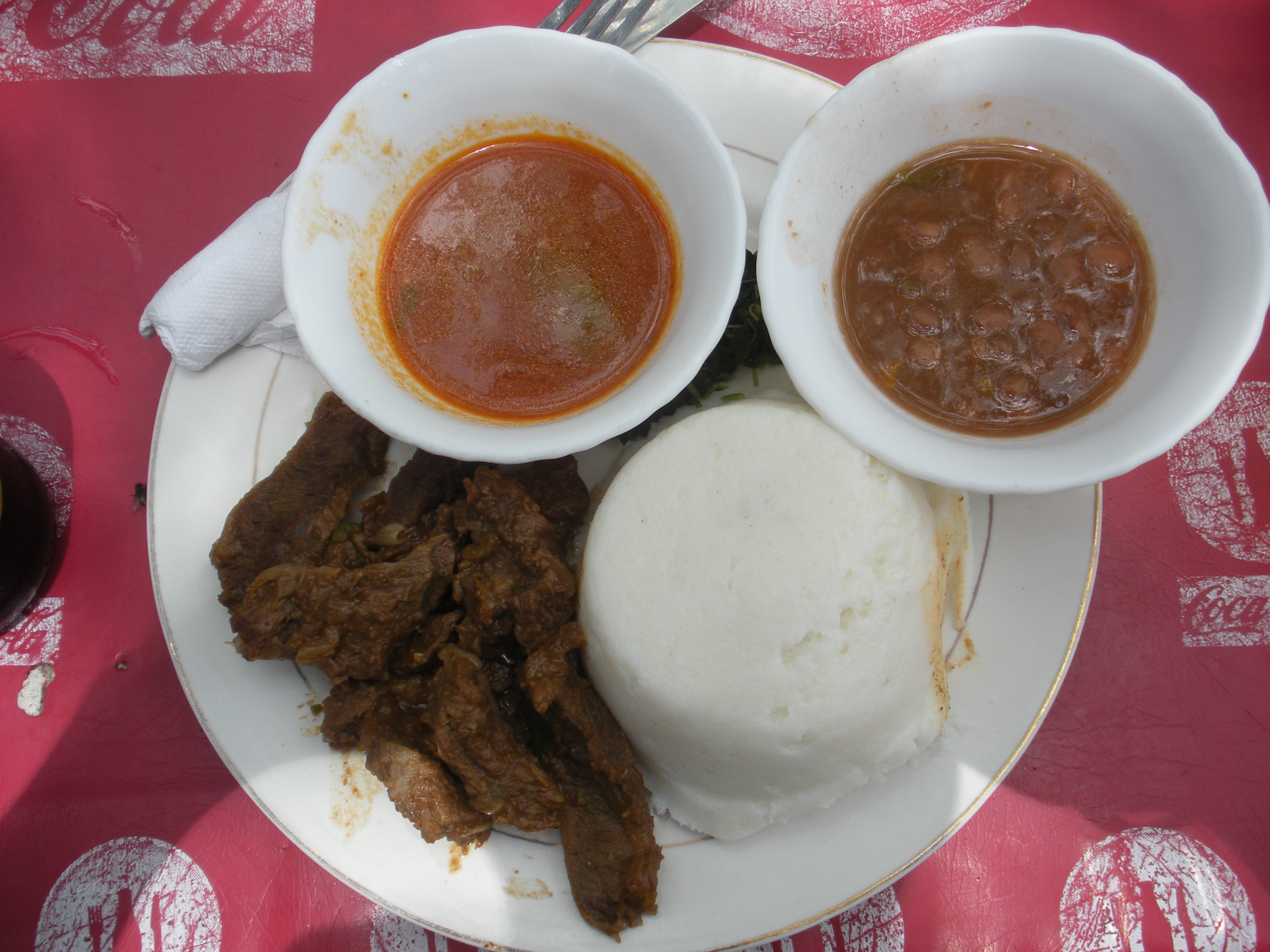
肉とソースを添えたウガリ

ウガリはアフリカで広く食べられており、現地ではさまざまな名前で呼ばれている。
- Akamu – イボ人, ナイジェリア
- Akple [エウェ人], Akumè [ミナ]  — トーゴ
- Bando – ソガ族（英語版）, ウガンダ
- Bidia – コンゴ民主共和国[4]
- Bogobe/Phaletšhe – ボツワナ, 南アフリカ
- Bugali – ブルンジ, コンゴ民主共和国, スーダン, 南スーダン ルワンダ
- Buhobe – ロジ人[5]
- Buru – ケニア, ルオ族
- Busima – ギス族（英語版）, ウガンダ
- Chenge –  ケニア, ルオ
- Chima – モザンビーク
- Couscous de Cameroon – カメルーン
- Dona
- Fitah – スーダン, 南スーダン, コンゴ
- Fufu – シエラレオネ
- Sadza – カランガ族（英語版）, ボツワナ, ジンバブエ
- Isitshwala – ボツワナ, 北ンデベレ族（英語版）
- Kawunga – ガンダ族, ウガンダ
- Kimnyet – カレンジン族（英語版）, ケニア
- Kuon – ケニア, ルオ
- Kwen wunga – アルール族, ウガンダ
- Lipalishi – エスワティニ
- Mielie pap – レソト,[4] 南アフリカ[4][6]
- Mogo –  ケニア, ルオ
- Moteke – コンゴ民主共和国[4]
- Mutuku – 南アフリカ[4]
- Nfundi – コンゴ[4]
- Ngima – カンバ族, ケニア, キクユ族
- Nkima – ケニア, メルー族（英語版）
- Nshima – コンゴ民主共和国 カサイ州
- Nsima – マラウイ,[4] ザンビア[4]
- Obokima – ケニア, スーダン, グシイ族
- Obusuma – ケニア, ニョロ族[7][8][9]
- Ogi – ナイジェリア, ヨルバ人
- Oshifima – ナミビア
- Pap – ナミビア, 南アフリカ[10]
- Papa/Bogobe – レソト,[4] 南アフリカ[4]
- Pâte [フランス] – トーゴ
- Phuthu/phalishi – ズールー人, 南アフリカ[11]
- Posho – ウガンダ[12]
- Poshto – ウガンダ
- Saab – ガーナ, クサシ族（英語版）
- Sadza – ショナ人[4][13]
- Sakora – ナイジェリア
- Sakoro – ガーナ
- Sembe – タンザニア, ケニアスラング
- Shadza – カランガ族（英語版）, ボツワナ
- Shima
- Shishima – ザンビア
- Sima – チェワ,[14] トゥンブカ族, ンゴニ族[5]
- Soor – ソマリア,[4] ザンビア[4]
- Tuozafi (or T.Z.) – ガーナ
- Ubugali – ルワンダ
- Ubwali – ベンバ族[5]
- Ugali – ケニア,[4], マラウィ, モザンビーク, タンザニア, [4]ウガンダ, [4]ヤオ, スワヒリ
- Um'ratha –  ンデベレ族, 南アフリカ
- Upswa – モザンビーク[4]
- Bohobe – ソト, 南アフリカ, レソト
- Vhuswa – ベンダ族（英語版）, 南アフリカ
- Vhuthu – シャンガーン人, 南アフリカ
- Xima – モザンビーク[4]

## 語源
「ウガリ」という言葉はアフリカのスワヒリ語に由来するが、マラウィのチェワ語やトゥンブカ語などでは「ンシマ」と呼び、親しまれている。ケニアの一部では、「NGUNA」（ングナ）や「DONEE」（ドニー）というような俗称でも呼ばれている。アフリカーンス語での「pap」は、オランダ語で「粥」を意味することに由来する。

## 歴史

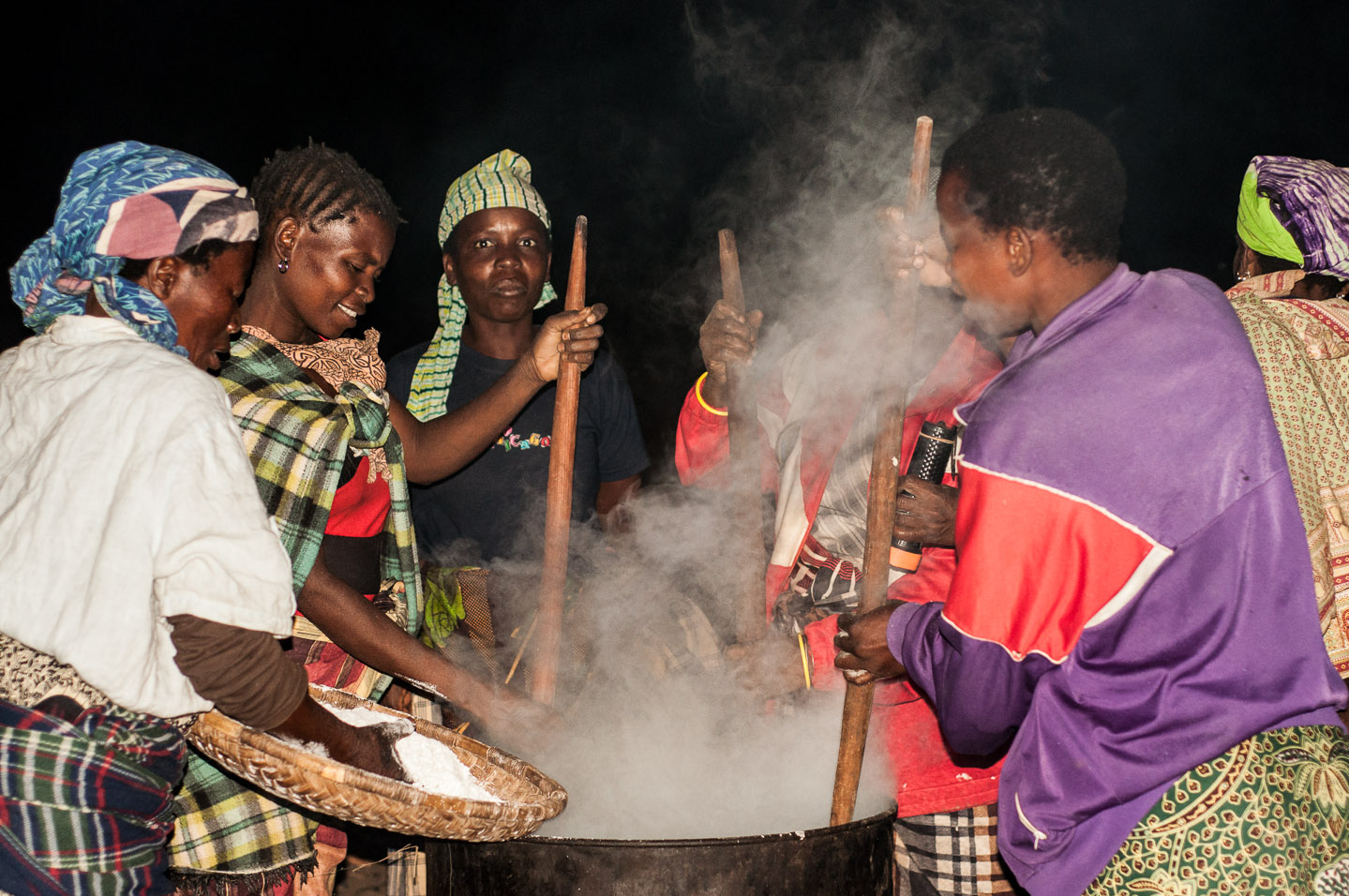
ウガリを調理するヤオ族の女性たち。

トウモロコシは、16世紀から17世紀にかけてアメリカ大陸からアフリカに持ち込まれた。それ以前は、サハラ以南のほとんどの地域でソルガムとキビが主食だった。トウモロコシの栽培方法はソルガムと似ているが、ソルガムより格段に多く収穫できたため、アフリカの農民にすぐに受け入れられた。最終的には、乾燥した地域を除くほぼすべての地域で、トウモロコシが主要穀物になり、最終的に20世紀後半にすべての地域で完全にトウモロコシになった。マラウイでは「chimanga ndi moyo」という言葉があり、これは「トウモロコシは命である。」という意味である。ウガリは今でも稀にソルガム粉で作られることがあり、同じくアメリカ大陸から伝わったキャッサバも、単独かトウモロコシ粉と混ぜて、ウガリに使われる。マラウイでは、キャッサバ (chinangwa) を使ったウガリは湖岸地域に限られているが、トウモロコシの収穫が少ないときには、キャッサバを使ったウガリが国中で見られる。

## 様々な種類

### アフリカ大湖沼
ウガリ（お粥にするとウジと呼ぶ）は、通常、シチューやスクマウィキ（ケール）と一緒に食べ、アフリカ大湖沼や南アフリカの郷土料理では、最も一般的な主食となっている。ウガリが他の粉から作られている場合は、その地域の名前が付けられていることが多い。
ウガリの伝統的な食べ方は、右手で塊を丸め、野菜や肉のソースやシチューに浸して食べる。親指でくぼみを作ることで、フラットブレッドのように、ウガリをすくったり、肉を包んでつまんだりすることができる。残ったウガリは、翌朝、お茶などと一緒に食べる事が多い。
ウガリは比較的安価であるため、貧困層にも手に入りやすく、肉や野菜のシチュー（例：ケニアのスクマウィキ）と組み合わせて、食べることができる。簡単に作ることができ、粉は平均的な環境であれば長期間保存することができる。

### ガーナ

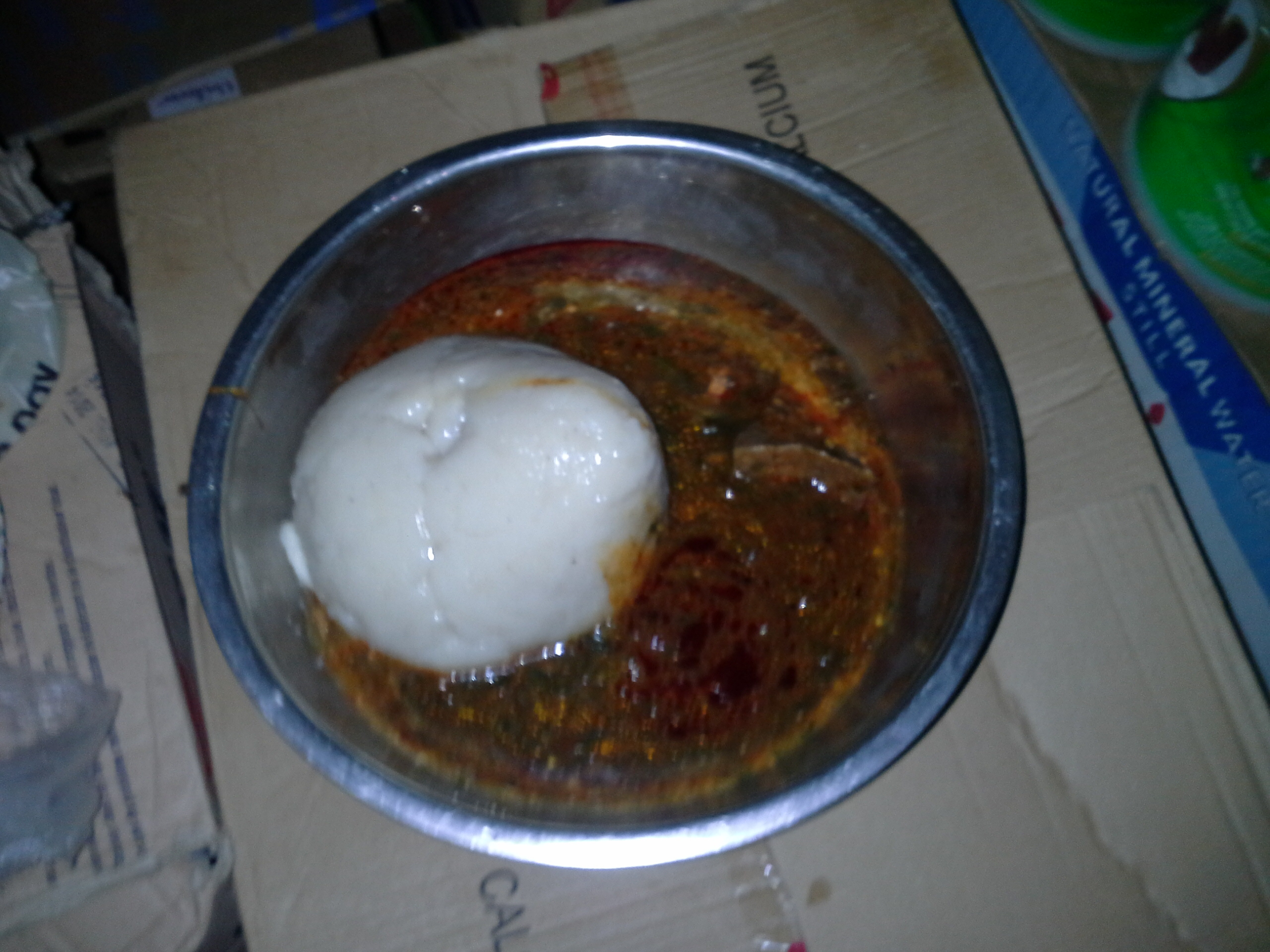
ガーナでのウガリ（Tuo zaafi）

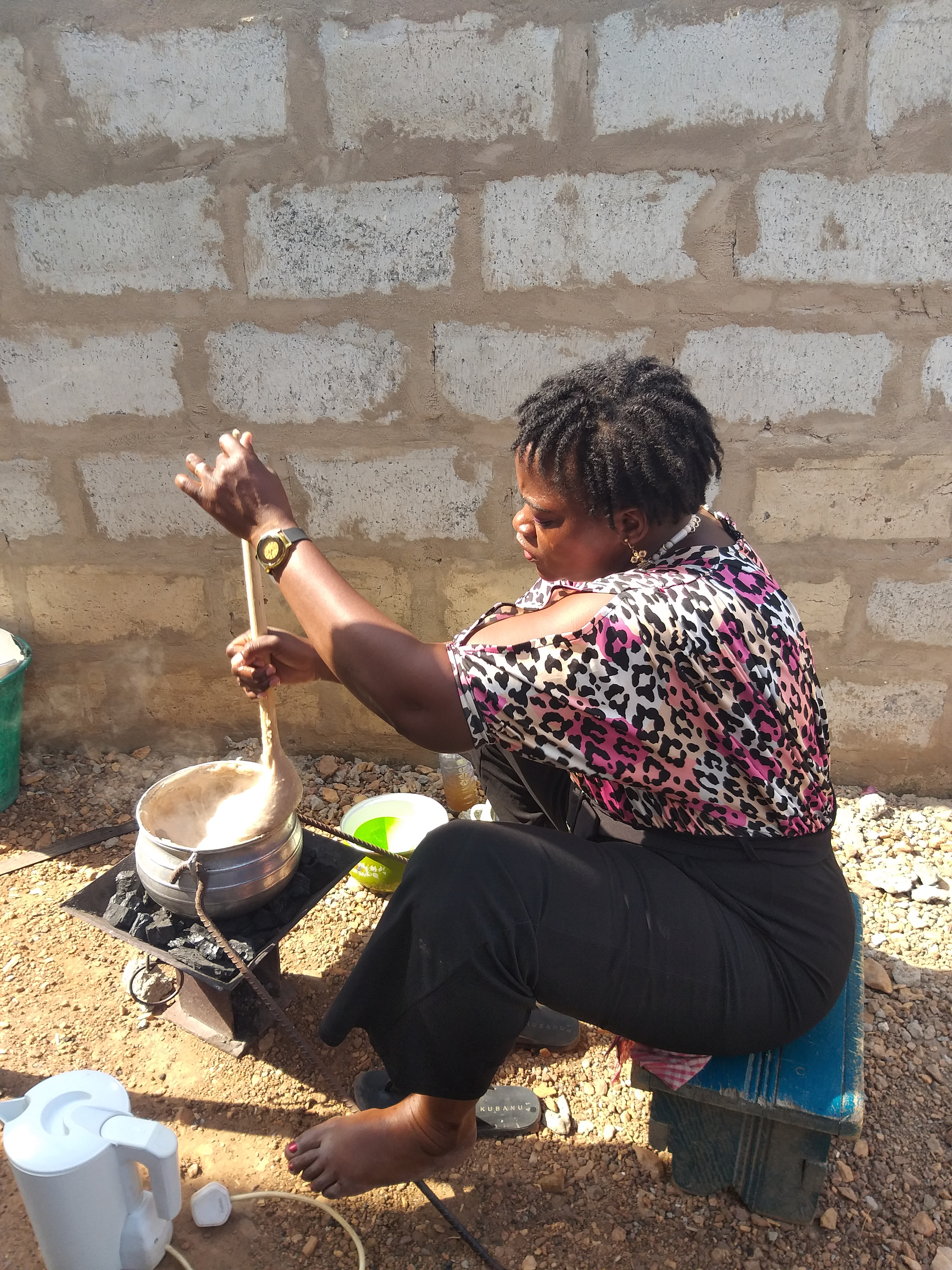
ウガリを調理する女性

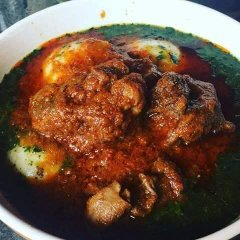
ウガリとモロヘイヤのスープ

サグトゥルガ（Sagtulga、ハウサ語: tuo zaafi）と呼ばれており、ガーナで人気のある主食である。サグトゥルガは、オクラのスープなどの汁気のある付け合わせと一緒に食され、ガーナの北部3地域（北部地域、上部東地域、上部西地域）でよく食べられている。モロヘイヤの葉（ダバニ語: Salinvogu、ハウサ語: Ayoyo, Molokai） とオクラをブレンドしたものに、シチューを添えて食べるのが一般的である。
サグトゥルガは、調理したトウモロコシの生地に、乾燥したキャッサバの生地を少し加え、塩抜きした水を加えたものであり、伝統的に、ガーナ北部に自生するキビの生地などでも調理される。
- ステンレス製の鍋で水や発酵させた生地の水を沸騰させる。
- 火にかけた水が沸騰したら、トウモロコシの生地と水を混ぜ、沸騰した水の中にかき混ぜながら入れてトウモロコシの粥を作る。
- 蓋をしてしばらく沸騰させた後、粥の半分ほどをボウルに取り、後で鍋に入れる。
- 火にかけた鍋に残った粥を使い、乾燥したトウモロコシの粉やキビの粉をお粥に入れ、粥が非常に濃くなるまで絶えずかき混ぜる。
- 残りの粥を時々加えながら、とろみをつけていく。

という調理法が一般的である。

### ケニア
オブスマ (obusuma bwo bule) と呼ばれており、ケニヤのルヒヤ族の文化では、最も一般的な主食で、ルヒヤ族の結婚式の伝統でも重要な役割を果たしている。オブスマは、ソルガムやキャッサバなどのでんぷん質から作ることができ、シロザなどの野菜や、肉、魚、麻の葉などが添えられるのが一般的とされている。賓客や訪問者には、鶏肉などもを添えることが一般的である。

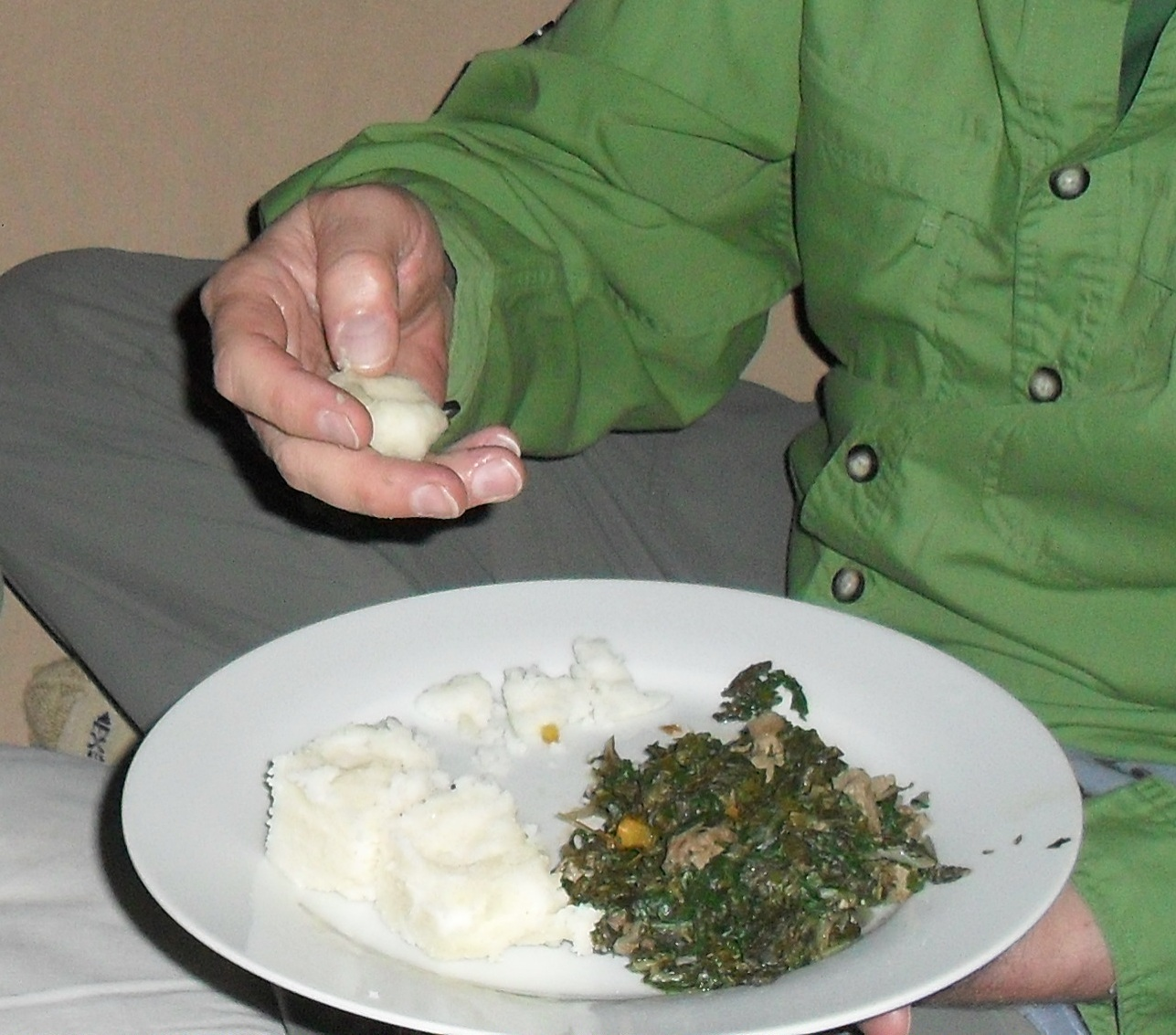
ウガリを食べている画像（ケニア）

オブスマは、中米の黄色いトウモロコシから作るタマルのように、白いトウモロコシを挽いて作る。ほとんどの家庭では、オブスマが食事の大半を占め、野菜や肉は調味料として使われる。裕福な家庭や祝祭日などには、グレービーソースに香味野菜や肉などが添えられる。またケニアでは、厚めのオブスマを手で握り、親指をコーンミールに押し付けスプーンのようにし、肉や野菜をすくって口に運ぶ、食べることのできる銀食器のような用途でも使われる。

### マラウイ、ザンビア

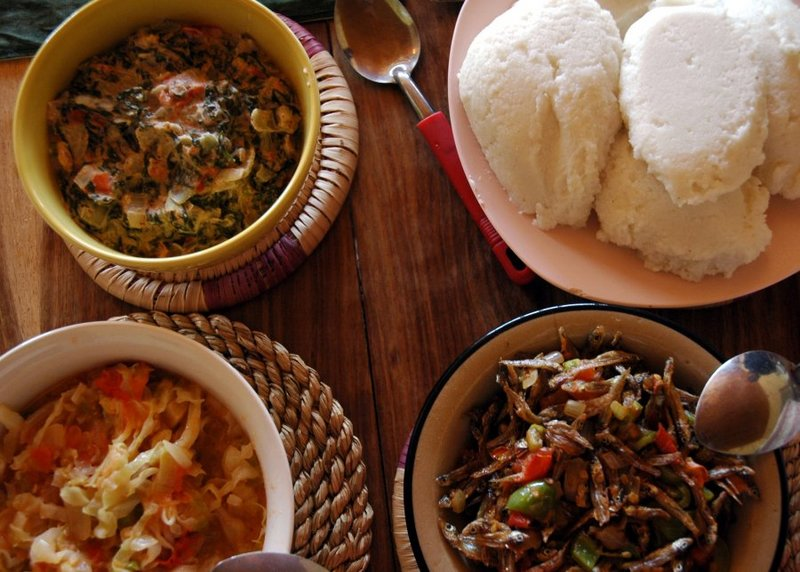
ウガリ（ンシマ、右上）と3つのレリッシュ

ンシマ (nsima) と呼ばれ、トウモロコシの粉（白いコーンミール）と水から作られるザンビア (nsima/nsima) とマラウイ (nsima) の主食となっている。
まずトウモロコシの粉を水と一緒に煮て粥のようにし、その後、さらに小麦粉を加え、濃厚なペースト状にするため、平たい木のスプーン（nthikoと呼ばれる）を使い、鍋の側面に厚いペーストをこすりつけながら、火にかける。火が通ったら、チパンデ (chipande) と呼ばれる木やプラスチック製のスプーンに水をつけたり、油を塗ったりして、取り分ける。
ンシマはほとんどの場合レリッシュと呼ばれる、肉、鶏肉、魚、落花生、豆などのたんぱく質と、菜の花、かぼちゃの葉、アマランスの葉、マスタードの葉、キャベツなどの野菜と一緒に食べられる。
この付け合わせは、Ndiyo（ザンビア）または Ndiwo（マラウイ）と呼ばれ、野菜のおかずはザンビアでは “umuto wankondwa” などと呼ぶ。
マラウイでは、ピリピリやカンブジなどの唐辛子を使った自家製のホットソースや、ナリソースのような市販のチリソースなど、薬味を添えて食べることが多い。伝統として食事をする人々はテーブルの周りや床に座って食事を囲み、素手で食べるため、手を洗わなければならないとされている。手を洗うには、水の入ったボウルを使うかあるいは、ホストやその場にいた若い人が、水差しから年長者やゲストの手に水をかけてボウルに入れる。小さな塊を右手のひらに取り、丸めてボール状にし、それをレリッシュに浸して食べられる。ボールには、レリッシュやスープをすくうためのくぼみがついている。アフリカの伝統では年齢が非常に重要視されており、それは食事でも同様で、食事前の洗浄、食事、食事後の洗浄は、一般的に最年長の人から始め、その後、年齢順に全員が行う。
ンシマは比較的安価で、ほとんどの人が手に入れることができるが、時折、品不足で価格が上昇し、経済的・政治的な不安定さを助長することがある。
2017年、ンシマがマラウイの無形文化遺産として登録された。

### ナイジェリア
アカム (akamu) またはオギ (ogi) と呼ばれ、プディングに似た粘り気がある。豆のプディングと呼ばれるモインモイン (moin moin) や、豆のケーキと呼ばれるアカラなどが添えられるのが一般的である。

### 南アフリカ

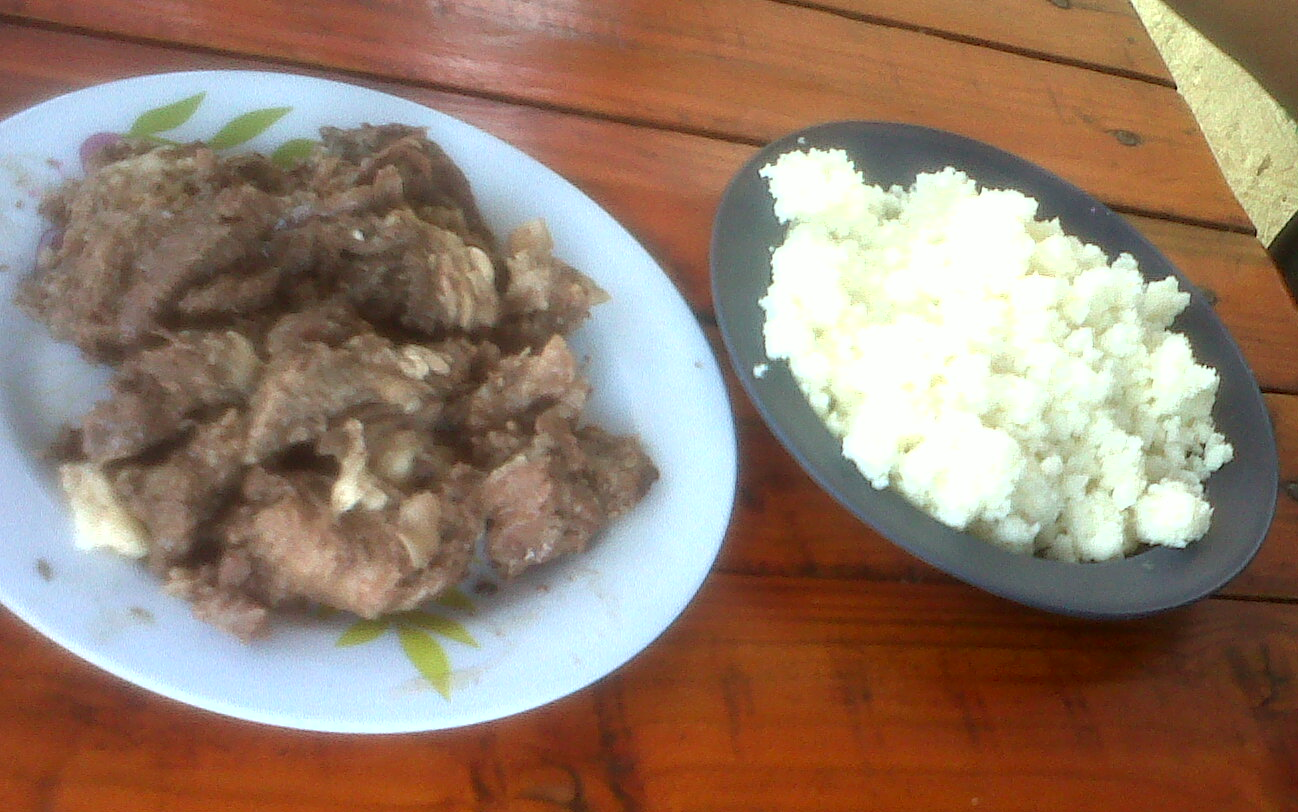
スコップ（牛の頭の肉）を添えたウガリ（右）

パップ（アフリカーンス語: pap）は、コーンミールから作られる伝統的な粥であり、南アフリカの主食である。アフリカーンス語の pap はオランダ語から取られた単に「粥」という意味の言葉で、南アフリカでは mieliepap（アフリカーンス語でトウモロコシの粥）とも呼ばれる。
南アフリカの伝統的な料理には、滑らかなパップ（スラップ・パップ、ソフト・ポリッジ）、手で持てるほどの濃さのパップ（スタイウェ・パップ、ファーム・ポリッジ）、より乾燥したフースー・パップ（アフリカーンス語: krummelpap）など、パップを使ったものが多数ある。フースー・パップは、南アフリカの沿岸部でよく見られる。
南アフリカ北部では、朝食の主として、牛乳、バター、砂糖と一緒に食べるが、その他の食事でも肉やトマトのシチュー（通常はトマトとタマネギ）なと一緒に出される。彼らがブラーイをするときには、パップもしくはスタイウェ・パップに、トマトとオニオンまたはマッシュルームなどの香味ソースをかけてよく食べられる。
フースー・パップ (phuthu pap) は、ブルボスと一緒に食べるのが一般的で、この組み合わせは後に pap en wors (pap en vleis) として知られるようになった。
フースー (phuthu) とは、ミリミルの調理法の一つで、最終的にはきめの細かい粗い穀物のようになり、南アフリカのクワズール・ナタール州や東ケープ州では野菜や肉の付け合わせとして、ハウテン州ではアマシやマースと一緒に料理の主役として親しまれている。putu または phutu という誤った綴りもある。肉、豆、グレイビー、サワーミルクなどを付け合わせとして一緒に食べられることが多い。

### ジンバブエ

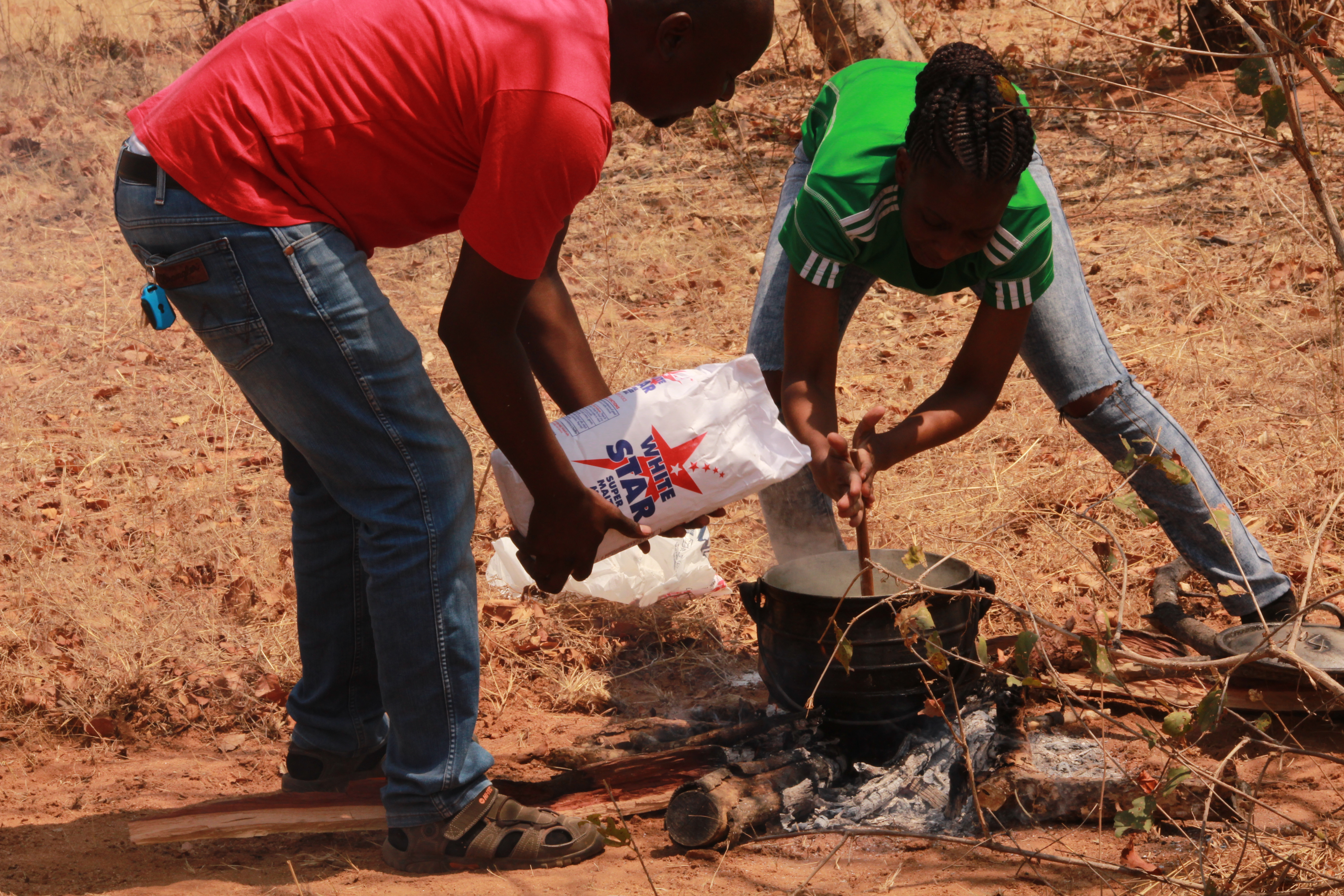
ボツワナでウガリ (sadza) を調理する人々（ドンボシャバ・カルチャー・フェスティバル2017）

サザ（ショナ語: Sadza）は、ジンバブエをはじめとする南アフリカの主食であるトウモロコシを調理した食事である。
サザは、細かく砕いた乾燥トウモロコシ／挽き割りトウモロコシで作られる。ショナ語では hupfu、ンデベレ語では impuphu と呼ばれている。地元の人々は、小売店でミリーミールを購入するか、トウモロコシから粉砕機でミリーミールを製造している。
ジンバブエでは、通常のトウモロコシより、シルバーコーンと呼ばれる白色の実のトウモロコシがよく使われる。しかし、飢餓や苦難の時代には、かつてケニアから輸入されていたことから「ケニア」と呼ばれることもある黄色いトウモロコシを食べるようになった。トウモロコシが導入される前のサザは、主にキビから作られていた。
サザは通常、個々の皿に盛られているが、伝統的には共同の器で食され、今でも農村部を中心に一部の家庭ではその習慣が残っている。一般的には、カトラリーを使わずに右手で食べ、ボール状に丸めてから、ソースやグレービー、サワーミルク、煮込んだ野菜など、さまざまな調味料につけて食べる。
サザと一緒に食べる代表的な食べ物は以下のようなものがある。
- 赤身肉 – 牛肉、羊肉、ヤギ肉（ショナ語: mbudzi）、ジビエ肉など
- 牛の蹄
- 牛テール（尾）
- 白身肉 – 鶏肉、魚の白身など
- モパネワーム –  食用の蛾のイモムシ。
- 春野菜（北ンデベレ語: imibhida、ショナ語: muriwo）
- うずら豆（北ンデベレ語: indumba、ショナ語: nyemba）
- キャベツ
- オクラ
- フウチョウソウ（北ンデベレ語: ulude、ショナ語: nyevhe）
- カボチャ（北ンデベレ語: ibhokola、ショナ語: Muboora）
- 酸乳（英語版）のヨーグルト（南ンデベレ語: amasi、ショナ語: mukaka wakakora、lacto）
- 大豆ミート
- スープやシチュー
- 牛の骨

## 類似料理
似た料理に、イタリア北部のポレンタや、アメリカ南部のグリッツなどがある。
西・中央アフリカのでんぷん食品であるフフは、トウモロコシの粉を原料とする場合があり、その場合はフフ・コーンと呼ばれることもある。カリブ海では、似たような料理として、cou-cou（バルバドス）、funchi（キュラソー）、funjie（ヴァージン諸島）などがある。プエルトリコ料理では funche、ハイチ料理では mayi moulin などとも呼ばれている。

## 画像

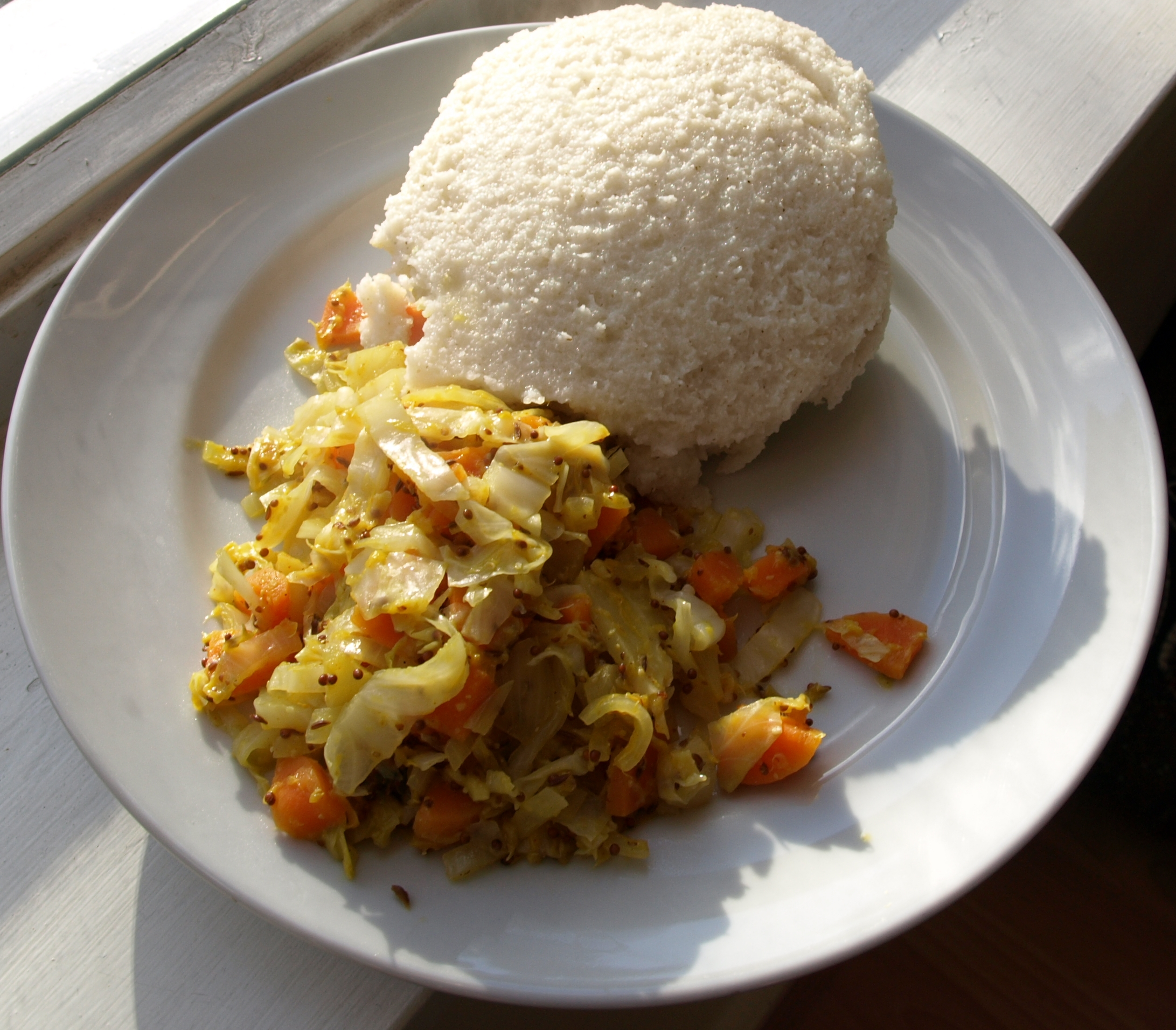
ウガリとキャベツ
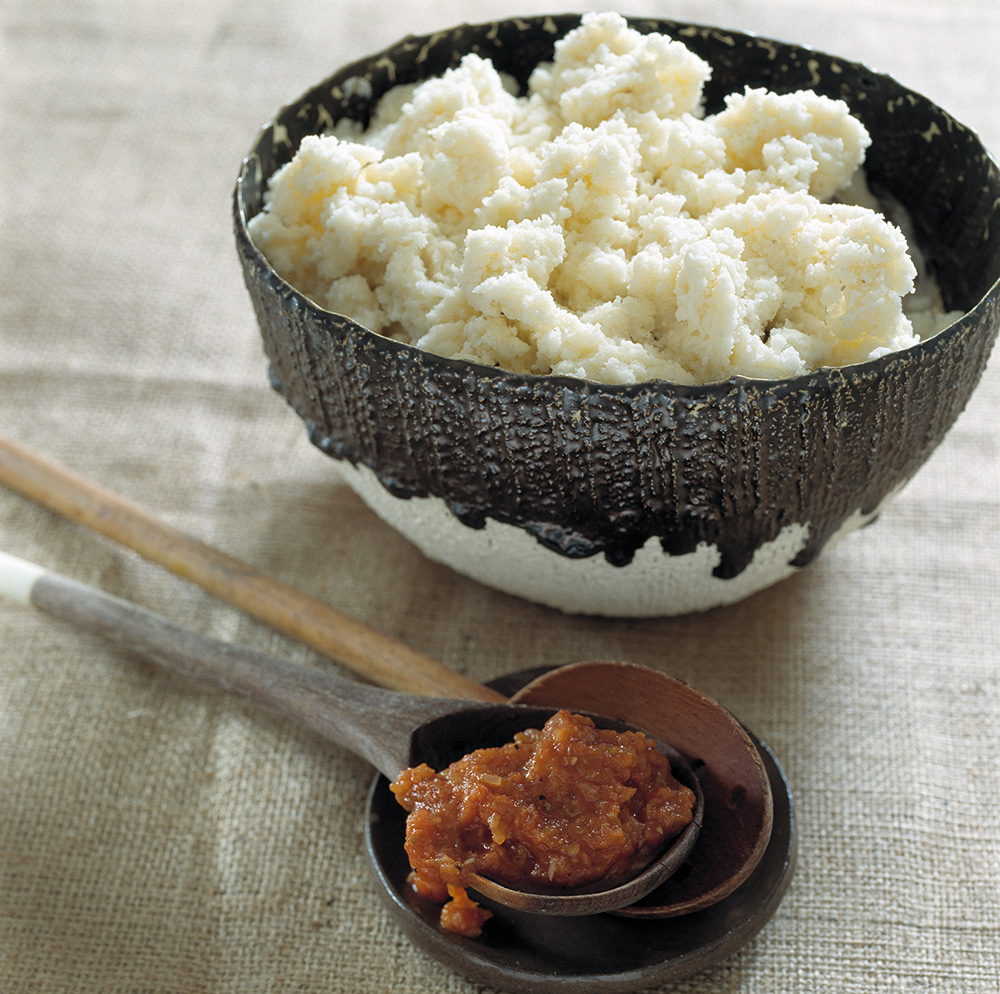
トマトベースのレリッシュを手前に持ってきたフフ
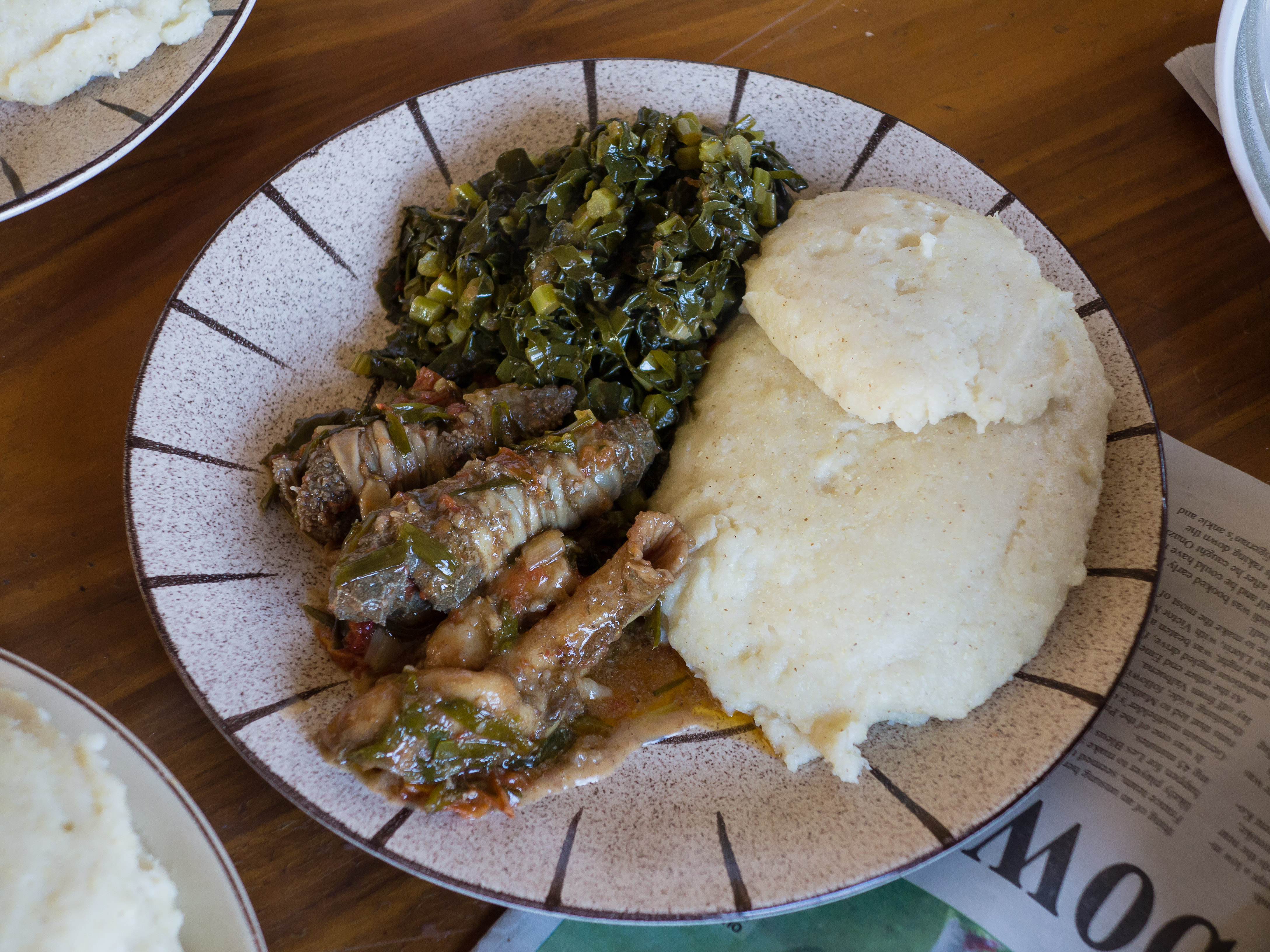
右からウガリ、青菜、ヤギの内臓を使った料理。ヤギの小腸を大腸に巻き付け調理する。
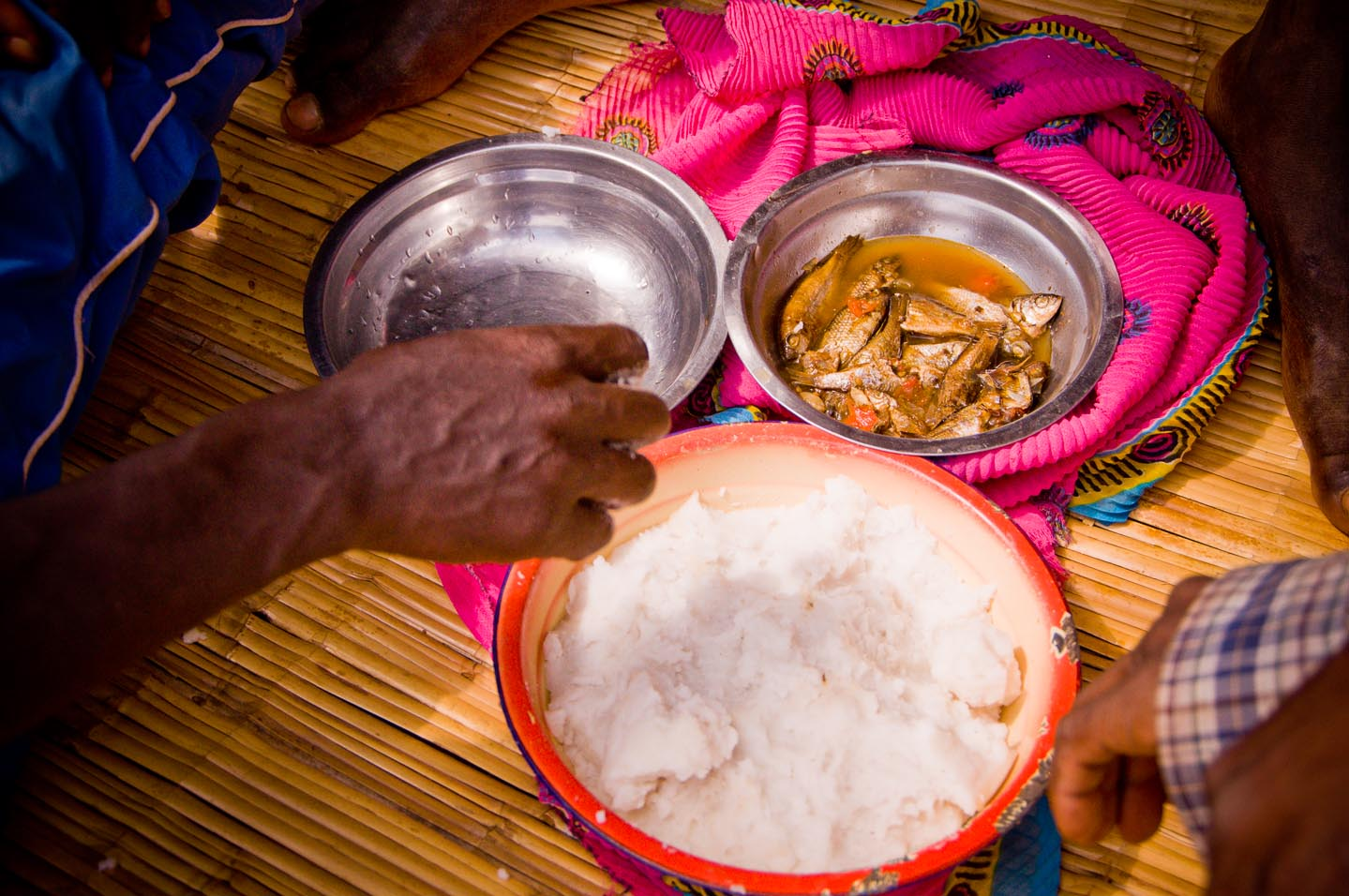
アフリカ大湖沼のヤオ族の主食であるウガリとウシパ（小魚）